# پامهاگن
پامهاگن (به آلمانی: Pamhagen) یک Landgemeinde و شهرستان اتریش در اتریش است که در Neusiedl am See District واقع شده‌است.

## خصوصیات
پامهاگن  ۱٬۷۴۴ نفر جمعیت دارد.